# Jérémie Makiese
Jérémie Makiese (francoska izgovorjava: [ʒeʁemi makjese]); belgijski pevec in nogometaš, * junij 2000. Makiese je bil izbran za zastopanje Belgije na tekmovanju za Pesem Evrovizije 2022.

## Zgodnje življenje
Makiese se je rodil v Antwerpnu kongovskim staršem. Pri 6 letih se je z družino preselil v Berchem-Sainte-Agathe, kasneje pa v Dilbeek. Makiese se je petja učil od obeh staršev (njegova mama je tudi igrala gong), začel je v cerkvenem pevskem zboru že v mladosti in kasneje prešel na pouk petja v šoli, kjer se je udeležil tekmovanja in zmagal na tekmovanju.

## Glasbena kariera
Makiese se je 12. januarja 2021 prijavil na avdicijo za deveto sezono The Voice Belgique. V velikem finalu je izvedel tri pesmi: Earth Song, Revival (z Beverly Jo Scott) in Jealous, s čimer je na koncu zmagal. 15. septembra 2021 so na Radio-télévision belge de la Communauté française (RTBF) so sporočili, da so interno izbrali Makieseja za zastopanje Belgije na tekmovanju za pesem Evrovizije 2022 v Torinu v Italiji.

## Osebno življenje
Makiese se je menda vedno zanimal za nogomet. Septembra 2021 je podpisal enoletno pogodbo z Excelsior Virton. Po uspehu na The Voice Belgique si je Makiese vzel premor od visokošolskega študija geologije in se osredotočil na svojo pevsko in športno kariero.